# Distretto di Ermenek
Il distretto di Ermenek (in turco Ermenek ilçesi) è uno dei distretti della provincia di Karaman, in Turchia.